# Avana (colore)
Avana è il colore dei sigari cubani ed è simile al nocciola chiaro.